# 小笠原明峰
小笠原 明峰（おがさわら めいほう、1900年6月26日 - 1946年6月20日）は、日本の映画監督、脚本家、無声映画時代の京都の映画会社「小笠原プロダクション」を率いた実業家である。名は明峯とも表記される。本名は長隆（ながたか）。子爵小笠原長生の長男である。

## 来歴・人物
1900年6月26日、旧唐津藩主、子爵小笠原家第14代当主小笠原長生（元海軍中将、元宮中顧問官、元学習院御用掛）を父とし、秀子（元前橋藩主、伯爵松平直方の長女）を母とし、その長男として東京府東京市に生まれる。
1923年、「小笠原明峰」を名乗り、23歳にして京都で「小笠原プロダクション」を設立、片岡千恵蔵（当時本名の植木進）らが専属となった。当時華族と映画界のかかわりは深く、同社には古川ロッパ（男爵加藤照麿の六男）も専属となっていたほか、東坊城恭長（子爵東坊城徳長の三男、女優入江たか子こと東坊城英子の兄、1925年に日活に入社し俳優、のちに映画監督となる）らも出入りしていた。明峰の次弟、小笠原章二郎も俳優となり同社に専属、「三善英芳」名義で監督もした。
植木進、ロッパは、同社の設立第1作『三色すみれ』（1923年）に出演することで映画界のキャリアを始めているが、植木はマキノ省三に引き抜かれ、「片岡千恵蔵」としてマキノ御室撮影所で1927年に本格デビューを果たし、ロッパは小笠原の次作『愛の導き』（1923年3月24日公開）に主演した後は、同様にPCL映画製作所に移籍している。東坊城も1924年の『泥棒日記』『海賊島』に端役で出演することで俳優としてデビューしているが、同年内に京都・嵯峨野の日活京都第二撮影所に移籍している。
同社は1923年に製作を開始したが、1926年末で活動を停止した。1928年、弟・章二郎は日活太秦撮影所に入社、「楠英二郎」名義で俳優として活動、監督業は廃業した。
1930年には、弟の所属する日活太秦撮影所で、日本海海戦を描いた大作映画『撃滅』を監督する。同映画は父長生自らが原作に携わり（長生は当時軍令部参謀を務めていた）、そして楠英二郎（章二郎）が父の役を演じた。1932年には新興キネマ京都太秦撮影所で戦争ものを1本撮るが、それ以降の作品はない。
1946年6月20日に死去。45歳没。遺した作品はすべて無声映画だった。
明峰は長生の長男であり、「第15代当主」となる立場であったが、映画界に入ったため、1935年1月に廃嫡。次男の章二郎も同様に映画界入りしたためは分家扱いとなった。。さらに三男長孝（ながよし、1915年2月 - 1946年9月）は父長生に先立って没したため、家督は四男長勝（ながかつ、1920年11月 - 1994年）が継承した。また、1960年代にピンク映画に数多く出演した女優松井康子（牧和子）は、姪（妹・宏子の娘）にあたる。

## フィルモグラフィ

### 小笠原プロ時代
- 『三色すみれ』 Love in Idleness 1923年 監督・脚本 ‐ 小笠原映画研究所作品
- 『愛の導き』 1923年 監督・脚本
- 『行けロスアンゼルス』 1923年 脚本 ‐ 監督・小笠原章二郎（三善英芳名義）
- 『泥棒日記』 1924年 原作・脚本 ‐ 監督・三善英芳
- 『吹雪の夜』 1924年 原作・脚本 ‐ 監督・三善英芳
- 『風船売りの小母さん』 1924年 製作 ‐ 監督・原作・脚本・水谷登志夫
- 『海賊島』 1924年 監督・原作
- 『落葉の唄』 1924年 監督 ‐ 脚本・水島あやめ
- 『久遠の響』 1924年 原作・脚本 ‐ 監督・栗原トーマス（栗原喜三郎名義）
- 『水兵の母』 1925年 監督
- 『天馬嘶く』 1925年 脚本指揮 ‐ 監督・三善英芳
- 『遺言』 1925年 監督・原作・脚本
- 『男を磨け』 1925年 脚本 ‐ 監督・三善英芳
- 『極楽島の女王』 1925年 監督 特作映画社作品 ※先祖ゆかりの伝承がある小笠原諸島で撮影
- 『我れは海の子』 1926年 監督・脚本 ‐ 共同監督三善英芳

### 他社
- 『撃滅』 1930年 監督 日活太秦撮影所作品
- 『太平洋』 1932年 監督 共同監督川浪良太 新興キネマ作品